# Neuro Sama
Neuro Sama é uma chatbot e vtuber que realiza transmissões na plataforma Twitch. Ela foi criada pelo desenvolvedor de jogos Vedal e foi a primeira inteligência artificial a se tornar proeminente na plataforma. Em 2023, ela venceu na categoria de melhor vtuber de tecnologia da Streamer Awards.

## Características
Neuro Sama iniciou suas lives em dezembro de 2022, realizando jogatinas de Osu! e discursando sobre assuntos como Pewdiepie e League of Legends. Em 2023, passou a jogar Minecraft e cantar karaokê. Em janeiro do mesmo ano, foi banida por duas semanas por negar o Holocausto, após o qual teve seu filtro reparado. Em abril do mesmo ano, ela acumulava um milhão de horas assistiadas na Twitch, o que a fez a chatbot mais assistida da plataforma.
A streamer é baseada em um modelo de linguagem grande, análogo ao ChatGPT, e foi programada majoritariamente em C#. Em suas transmissões, ela responde às perguntas dos telespectadores mediante um aplicativo text-to-speech. Em 2023, Neuro Sama foi a streamer feminina mais assistida da plataforma e adentrou os altos níveis dos streamers da Twitch, tendo 5,700 telespectadores por transmissão diária no meio do ano.